# Elmesyge
Elmesyge er en plantesygdom, som angriber mange af arterne inden for Elme-familien (Ulmaceae). Se listen over sårbare arter nedenfor. Sygdommen har eksisteret i årtusinder på sit oprindelsesområde i Sydøstasien. Her vokser der arter af Elm (Ulmus) på de høje bjerge, og sygdommen kom efter alt at dømme derfra, da en skibsladning tømmer ankom til Marseille med sygdommen engang i 1919. 

## Sygdommens karakteristika
Sygdommen skyldes en svamp, Ophiostoma ulmi, der angriber sikarrene yderst i veddet. Svampen kan dog ikke selv spredes med vinden, da den – som én af få svampearter – har klæbrige sporer. I stedet hæftes sporerne på barkbiller, bl.a. arten Lille Elmebarkbille (Scolytus laevi), der har levet som larver i det angrebne ved, og svampen følges på den måde med barkbillerne, når de opsøger nye træer for at lægge æg dér. Omvendt har larverne fordel af, at svampen nedbryder veddet først, for så er det lettere at fordøje og har et forholdsvis højere C/N-forhold. Elmesyge er altså i første omgang en svampesygdom, men i næste omgang viser den sig at være fremkaldt af en symbiose mellem svamp og bille.
Sygdommen kan også spredes på en anden, mere skjult måde, nemlig gennem de rodsammenvoksninger, som planter af samme art altid laver. Man må altså gå ud fra, at hvis en elm i en allé bliver angrebet, så vil sygdommen vandre under jorden til alle de andre træer.
Problemet ved elmesygen er, at den er ny for træerne, så de overreagerer på den og dør i realiteten af, at de selv lukker for alle vandførende systemer (vedkar). Derfor er de første tegn på sygdommen også en begyndende gulvisning af skud og grensystemer. Senere dør hele kronen, og selv store træer kan omkomme på mindre end ét år. I sygdommens hjemland har elmene ikke den samme overreaktion, og derfor kan de leve med et angreb i rigtig lang tid. Det har man udnyttet i et krydsningsarbejde, hvor europæiske elmearter er blevet krydset med sydøstasiatiske for at få overført deres resistens.

## Slægter, som angribes af elmesyge
Der er en række andre træer, som også er i farezonen. Det drejer sig om arter af følgende slægter:
- Elm (Ulmus)
- Hemiptelea
- Nældetræ (Celtis)
- Zelkova

## Eksterne links
http://www.resista-ulmen.com Arkiveret 22. oktober 2020 hos  Wayback Machine